# كبود جشمة (صائين قلعة)
کبود جشمة (بالفارسية: کبودچشمه) هي قرية تقع في إيران في قسم صائين قلعة الریفي. يقدر عدد سكانها بـ 1,015 نسمة .